# Операция «Карпаты»
«Опера́ция "Карпа́ты"» — российский военно-исторический детективный сериал. Премьера состоялась 25 апреля 2024 года в онлайн-кинотеатре Wink. 5 мая 2024 года сериал вышел на канале РЕН ТВ.
Премьера второго сезона состоялась 30 апреля 2025 года в онлайн-кинотеатре Wink, 4 мая 2025 года сериал вышел на канале РЕН ТВ.

## Сюжет
Сюжет основан на реальных событиях. Действие картины происходит в 1949 году в Карпатах, когда командование МВД и МГБ решает внедрить своих агентов в бандитское подполье, чтобы разрушить преступную группу изнутри. Полковник Давыдов возглавляет операцию, в рамках которой из тюрьмы освобождают вора-рецидивиста Чуму, чтобы он обучил оперативника Вороновского уголовному жаргону и помог вжиться в роль. Несмотря на их враждебные отношения, им приходится сотрудничать, чтобы предотвратить теракты и другие преступления. По плану, перед внедрением Чуму должен был подменить опытный оперативник Леснов, но он погибает. Теперь Вороновскому приходится идти в банду вместе с Чумой.

## В ролях
| Актёр               | Роль                |
| ------------------- | ------------------- |
| Владимир Верёвочкин | Вороновский         |
| Александр Лойе      | Чума                |
| Мария Лисовая       | Ангелина            |
| Олег Фомин          | Давыдов (полковник) |
| Алексей Гришин      | Белецкий            |
| Алексей Шевченков   | Леснов              |
| Евгений Мундум      | пан Грим            |
| Юрий Нифонтов       | Точильщик           |
| Екатерина Волкова   | Беата               |
| Иван Оганесян       | Шаповалов           |
| Гела Месхи          | Семён Калинин       |
| Евгений Сидихин     | Радченков           |
| Владимир Капустин   | Копыто              |
| Сослан Фидаров      | Акош                |
| Полина Борунова     | чиновница           |
| Илья Крутояров      | Голубец             |
| Николай Самсонов    | Кудрявый            |
| Евгений Казанцев    | Клест               |
| Евгений Харланов    | Глеб                |
| Владимир Виноградов | Черных              |
| Антон Полетаев      | Романов (опер)      |
| Василий Седых       | Борислав            |
| Максим Горшков      | Рыжий               |
| Илья Беляев         | Кирик               |
| Максим Кушников     | начальник штаба     |
| Вячеслав Пахалин    | мужик               |

## Сезоны
| Сезон | Серии | Серии | Даты показа    | Даты показа    |
| ----- | ----- | ----- | -------------- | -------------- |
| 1     | 8     | 8     | 25 апреля 2024 | 25 апреля 2024 |
| 2     | 8     | 8     | 30 апреля 2025 | 30 апреля 2025 |

## О сериале
Тим Шевцов (продюсер):
Разрабатывая проект, мы решили отойти от жанра военно-исторического детектива, добавив в него свойственного боевикам экшена и украсив его любовной линией.
Александр Лойе (актёр):
Мой герой Чума — персонаж неоднозначный. Его нельзя назвать идейным борцом, он преследует свои интересы — вернуться домой побыстрее. Тем не менее во время испытаний, которые выпадают Чуме и Ворону, между ними завязывается некое подобие дружбы. Перед началом съёмок я консультировался с «авторитетными людьми», которые этой темой владеют в совершенстве — и блатной феней, и картёжными приемами.

## Производство
Работая над сценарием, Андрей Житков изучал исторические документы в музее «Росгвардии».  
Съёмки сериала проходили в нескольких регионах: начались в августе в Пермском крае в мемориальном музее-заповеднике «Пермь-36», на аэродроме «Фролово» и в Каменном городе, продолжились в Касимове Рязанской области и завершились в сентябре 2023 года в Москве.
В съёмочном процессе приняли участие более 300 пермяков.